# Led Zeppelin (álbum)
Led Zeppelin é o álbum de estreia da banda britânica de rock Led Zeppelin. Foi gravado em outubro de 1968 no Olympic Studios, em Londres, e lançado pela Atlantic Records em 13 de janeiro de 1969, nos Estados Unidos. Produzido por todos os quatro integrantes do grupo — especialmente pelo guitarrista Jimmy Page —, estabeleceu a difusão entre o blues e o rock. Muitas canções deste disco, tais como "Dazed and Confused", "Communication Breakdown" e "How Many More Times", apresentam um som pesado atípico na época de seu lançamento. A banda também criou um grande número de seguidores e devotados, com suas próprias canções de hard rock e som agradável; para eles uma parte da contracultura em ambos os lados do Atlântico.
Em outubro de 1968, Jimmy Page mudou o nome de sua banda, chamada The New Yardbirds, para Led Zeppelin. Os New Yardbirds surgiram da antiga The Yardbirds, e excursionaram na Escandinávia para cumprir obrigações contratuais. Pouco tempo depois, foram até o Olympic Studios para produzir seu primeiro disco. As músicas foram gravadas ao vivo e apresentadas à Atlantic Records, gravadora na qual conseguiram um contrato com ampla liberdade artística. Projetado pelo próprio guitarrista e pelo engenheiro de som Glyn Johns, o trabalho exibia um som distintamente pesado, algo incomum no final dos anos 1960. Devido sua capa, originalmente concebida por George Hardie, cuja imagem apresenta um dirigível Zepelim pairando nas nuvens em chamas, os membros tiveram problemas e foram obrigados a mudar brevemente o nome do grupo, além de serem ameaçados legalmente.
Embora, inicialmente, o projeto tenha sido recebido negativamente pela crítica, foi muito bem sucedido comercialmente e, ao longo dos anos, passou a ser aclamado mundialmente, sendo considerado um dos maiores álbuns de todos os tempos. Foi lançado antecipadamente nos Estados Unidos para promover a primeira turnê da banda no país, com suas primeiras apresentações em Denver, Seattle e Portland. Em 2003, foi classificado na 29ª colocação na Lista dos 500 melhores álbuns de sempre da revista Rolling Stone. Aparece também na lista dos 200 álbuns definitivos no Rock and Roll Hall of Fame. Em 2004, foi nomeado para o Grammy Hall of Fame e, em 2014, relançado como disco remasterizado, com faixas inéditas inclusas.

## Antecedentes

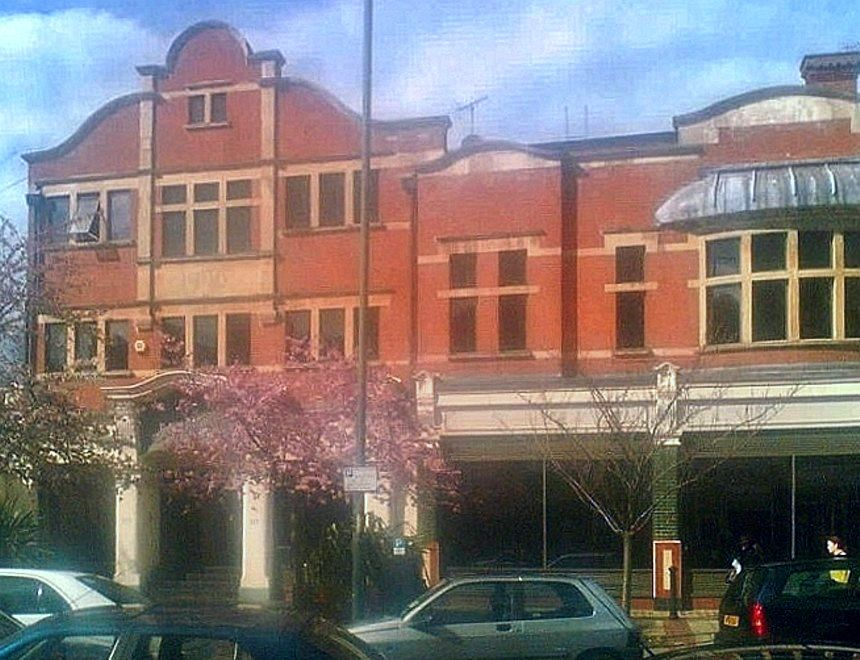
Olympic Studios, Londres.

Em agosto de 1968, a banda britânica de rock The Yardbirds estava completamente desfalcada. O guitarrista Jimmy Page, — que estava no grupo desde junho de 1966, quando o baixista Paul Samwell-Smith saiu da banda —, único membro remanescente dos Yardbirds, ficou com os direitos do nome do grupo, além de obrigações contratuais para uma série de concertos na Escandinávia. Para sua nova banda, Page recrutou o baixista John Paul Jones, o vocalista Robert Plant e o baterista John Bonham. Plant e Bonham vinham da Band of Joy, e Jones já havia trabalhado com o músico em "Beck's Bolero", de Jeff Beck. Antes de sair para a Escandinávia, o grupo participou de uma sessão de gravação para o álbum Three Week Hero, de P.J. Proby. A faixa "Jim's Blues", — que seria lançada em 1969 —, com Plant na gaita, foi a primeira gravação de estúdio a apresentar todos os quatro membros do futuro Led Zeppelin. Em setembro de 1968, o recém-formado grupo percorreu a Escandinávia como The New Yardbirds, apresentando alguns materiais antigos dos Yardbirds, além de canções novas, como "Communication Breakdown", "I Can't Quit You Baby", "You Shook Me", "Babe I'm Gonna Leave You" e "How Many More Times". Um mês depois, os músicos voltaram para a Inglaterra. Em outubro de 1968, Page mudou o nome da banda para Led Zeppelin, após uma ideia de Keith Moon, baterista do The Who. Em Londres, o quarteto entrou no Olympic Studios para gravar o seu álbum de estreia.

## Gravação e produção
Em uma entrevista em 2013, Page disse que o álbum levou apenas cerca de 36 horas de estúdio (durante um período de algumas semanas) para ser criado, incluindo a mixagem, acrescentando que ele só sabia disso devido ao valor cobrado na conta do estúdio. Uma das principais razões para o curto tempo de gravação era que o material escolhido para o álbum tinha sido bem ensaiado e pré-arranjado pela banda na turnê da Escandinávia em setembro de 1968. Como ele explicou, "a banda tinha começado a desenvolver os arranjos na turnê escandinava e eu sabia qual o som que eu estava procurando. Ele só apareceu com uma rapidez incrível". Além disso, desde que a banda ainda não tinha assinado o seu contrato com a Atlantic Records, o guitarrista e o empresário do Led Zeppelin, Peter Grant, pagaram pelas sessões inteiramente por conta própria, ou seja, não havia dinheiro da gravadora a perder com o tempo de estúdio excessivo. Em outra entrevista, Page revelou que o autofinanciamento tinha por objetivo garantir a liberdade artística: "Eu queria ter o controle artístico custe o que custasse, pois sabia exatamente o que queria fazer com esses companheiros. De fato, eu mesmo financiei e gravei o primeiro álbum antes de ir à Atlantic ... Não era aquela coisa habitual de primeiro obter um financiamento para fazer um álbum, — chegamos à Atlantic com as fitas na mão ... a reação da gravadora foi muito positiva —, eles nos contrataram, não foi?"
O grupo gravou suas músicas e criou a capa do disco por um custo total de 1 782 libras. O especialista em Led Zeppelin Dave Lewis observou que "com a possível exceção das 12 horas que os Beatles levaram para gravar o seu primeiro álbum na Abbey Road, raramente se teve um tempo de estúdio usado de tal forma economicamente. O álbum de estreia do Led Zeppelin faturou mais de 3,5 milhões de libras, pouco menos de 2 000 vezes mais do que o investido!" Durante as gravações, Page usou uma guitarra Fender Telecaster pintada com motivos psicadélicos, que tinha sido um presente de Jeff Beck quando Page recomendou o seu amigo de infância para os Yarbirds em 1965 para substituir Eric Clapton. Esta guitarra era diferente daquelas que viria a escolher para os álbuns posteriores (sobretudo a Gibson Les Paul). O guitarrista ligou a Fender Telecaster a um amplificador Supro. Para as faixas acústicas do disco usou uma Gibson J-200, emprestada por Big Jim Sullivan. Na canção "Your Time Is Gonna Come", tocou numa guitarra Fender de dez cordas de aço desafinada.
Led Zeppelin foi produzido por Jimmy Page e projetado por Glyn Johns, que já havia trabalhado com os Beatles, os Rolling Stones e o The Who. De acordo com Page, "O primeiro álbum foi realmente um álbum ao vivo, ele foi feito intencionalmente dessa forma. Ele possui overdubs, mas as faixas originais são ao vivo". Page alegou utilizar quarto ambientes naturais para aumentar a reverberação e textura de gravação do disco, demonstrando as inovações nas gravações do som que tinha aprendido durante sua época nos estúdio. Até os anos 1960, a maioria dos produtores musicais colocavam microfones na frente dos amplificadores e tambores. Para Led Zeppelin, o guitarrista desenvolveu a ideia de colocar um microfone adicional a alguma distância do amplificador (tão distante quanto 6 metros), e, em seguida, gravou o equilíbrio entre os dois. Ao descobrir que esta "distância é igual a técnica de profundidade", Page se tornou um dos primeiros produtores a gravar numa banda um "som ambiente": a distância de uma nota de um lado da sala para o outro. Outra característica notável do álbum foi a "fuga" nas gravações de vocais de Plant. Em 1998, em uma entrevista para a Guitar World, Page declarou que "a voz de Robert era extremamente poderosa e, como resultado, iria ficar em algumas das outras faixas. Mas, estranhamente, o vazamento parece intencional". Na faixa "You Shook Me", o guitarrista usou a "técnica do eco revertido". Trata-se de ouvir o eco antes do som principal (em vez de depois), e é obtida rodando a fita sobre a gravação e o eco de uma faixa de reposição, em seguida, girando a fita para trás de novo para obter o eco que precede o sinal. Foi um dos primeiros discos a serem lançados somente no formato estéreo; na época, a prática de liberar tantas versões mono e estéreo era a norma.

## Composição
Faixas como "Good Times Bad Times", "Dazed and Confused" e "Communication Breakdown" exibiam um som distintamente pesado, isso era algo incomum no final dos anos 1960. Led Zeppelin também contou com a guitarra acústica de cordas de aço de Page em "Black Mountain Side", e uma combinação de abordagens acústicas e elétricas em sua adaptação de "Babe I'm Gonna Leave You". O crédito do guitarrista por escrever "Black Mountain Side" tem gerado certa controvérsia ao longo dos anos, já que é muito semelhante a versão da canção folclórica tradicional "Black Water Side" de Bert Jansch. A faixa é um solo de guitarra instrumental que Page já usava em seus concertos na época dos Yardbirds. A cação conta com a participação do músico queniano-indiano Viram Jasani, que usa uma tabla como acompanhamento de percussão. "Dazed and Confused", com base na canção homônima de Jake Holmes, de 1967, é muitas vezes considerada como a canção central do álbum; seu arranjo apresenta uma linha de baixo descendente do baixista John Paul Jones, uma percussão pesada de John Bonham e riffs de guitarra e solos distorcidos. Ela também apresenta Page tocando guitarra com um arco de violino (uma ideia sugerida por Sr. David McCallum, a quem o havia conhecido quando trabalhava nas seções de estúdio). Esta técnica também foi empregada em "How Many More Times", uma canção que apresenta um riff "Bolero" e uma mudança improvisada em cadência. Para ambas as canções, o músico usou uma Fender Telecaster nas seções de gravação junto com um solo de arco de violino deslizando nas cordas da guitarra.

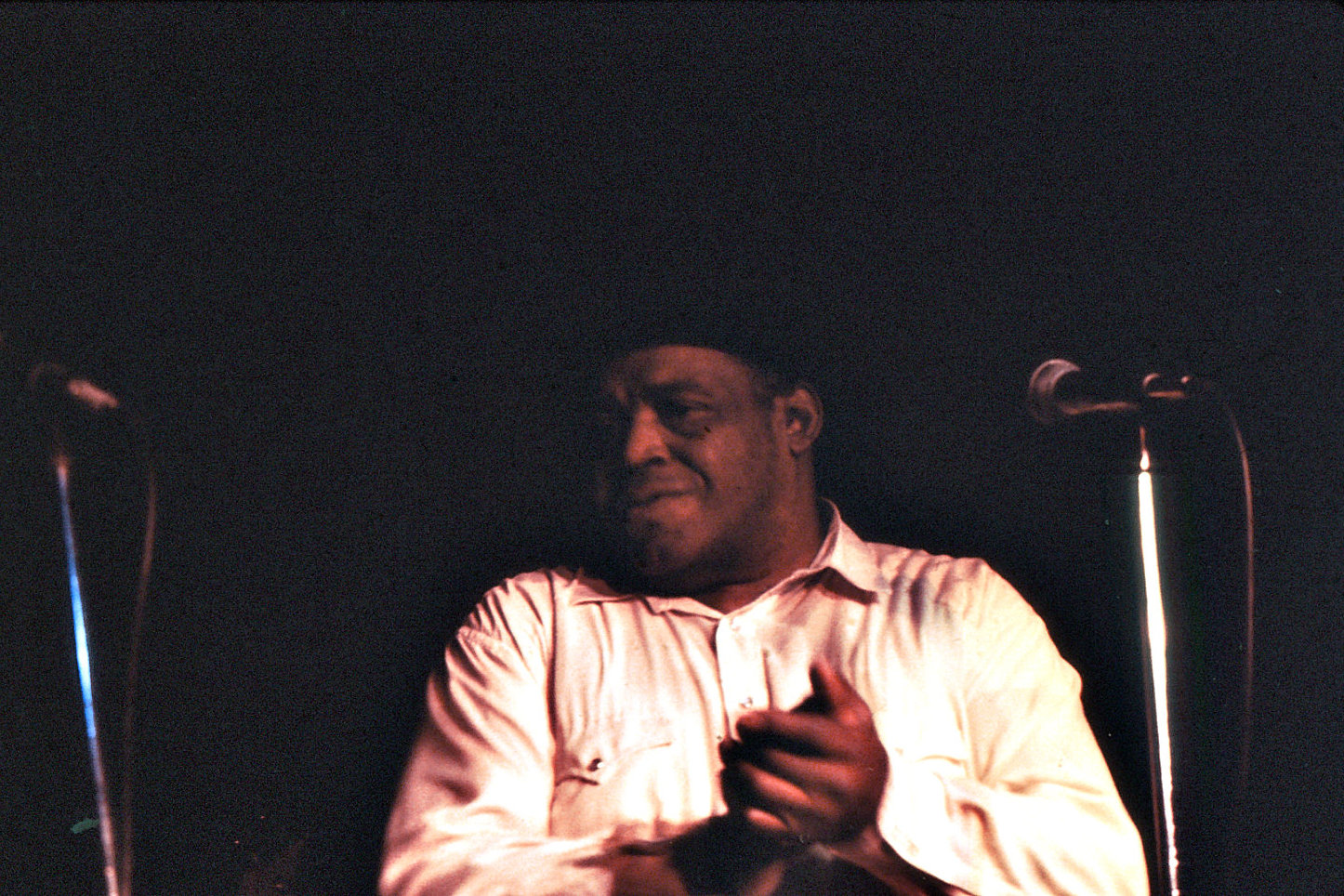
Canções como "You Shook Me" e "I Can't Quit You Baby" posteriormente foram creditadas a Willie Dixon. Dixon foi uma das maiores influência para o grupo.

Muitas das primeiras canções do Led Zeppelin foram inspiradas em músicas populares de blues da época, o disco também incluía três canções compostas por outros artistas: "You Shook Me" e "I Can't Quit You Baby", músicas compostas originalmente pelo cantor de blues Willie Dixon, e "Babe I'm Gonna Leave You". Em relação à última delas, no tempo Page erroneamente acreditava que ele estava adaptando uma canção popular tradicional que tinha ouvido em uma gravação de Joan Baez, mas isso foi corrigido em relançamentos posteriores depois que foi revelado que a canção foi composta por Anne Bredon na década de 1950. Posteriormente, Bredon recebeu uma quantidade de royalties em dinheiro pela composição. Creditada como uma composição de Page e Jones, "Your Time Is Gonna Come" é a canção mais pop do disco, apresentado o baixista tocando órgão junto ao seu colega de banda que usa um pedal steel guitar — um instrumento que ele tinha pego no estúdio naquele dia e começou a tocar.
Em "You Shook Me", Plant vocalmente imita efeitos da guitarra de Page, uma versão "metalizada" da técnica de blues conhecida como "chamada e resposta". Jeff Beck já tinha gravado "You Shook Me" para seu álbum Truth, e Page foi acusado de roubar sua ideia. Com John Paul Jones e Moon Keith, o músico tinha escrito, tocado, e é dito que ele tenha organizado "Beck's Bolero", um instrumental em Truth que seria um rascunho à mixagem no incremento de "How Many More Times" em Led Zeppelin. Estas polinizações cruzadas levaram a uma rixa entre os dois músicos, que tocaram juntos nos Yardbirds e eram amigos desde a infância.

## Capa

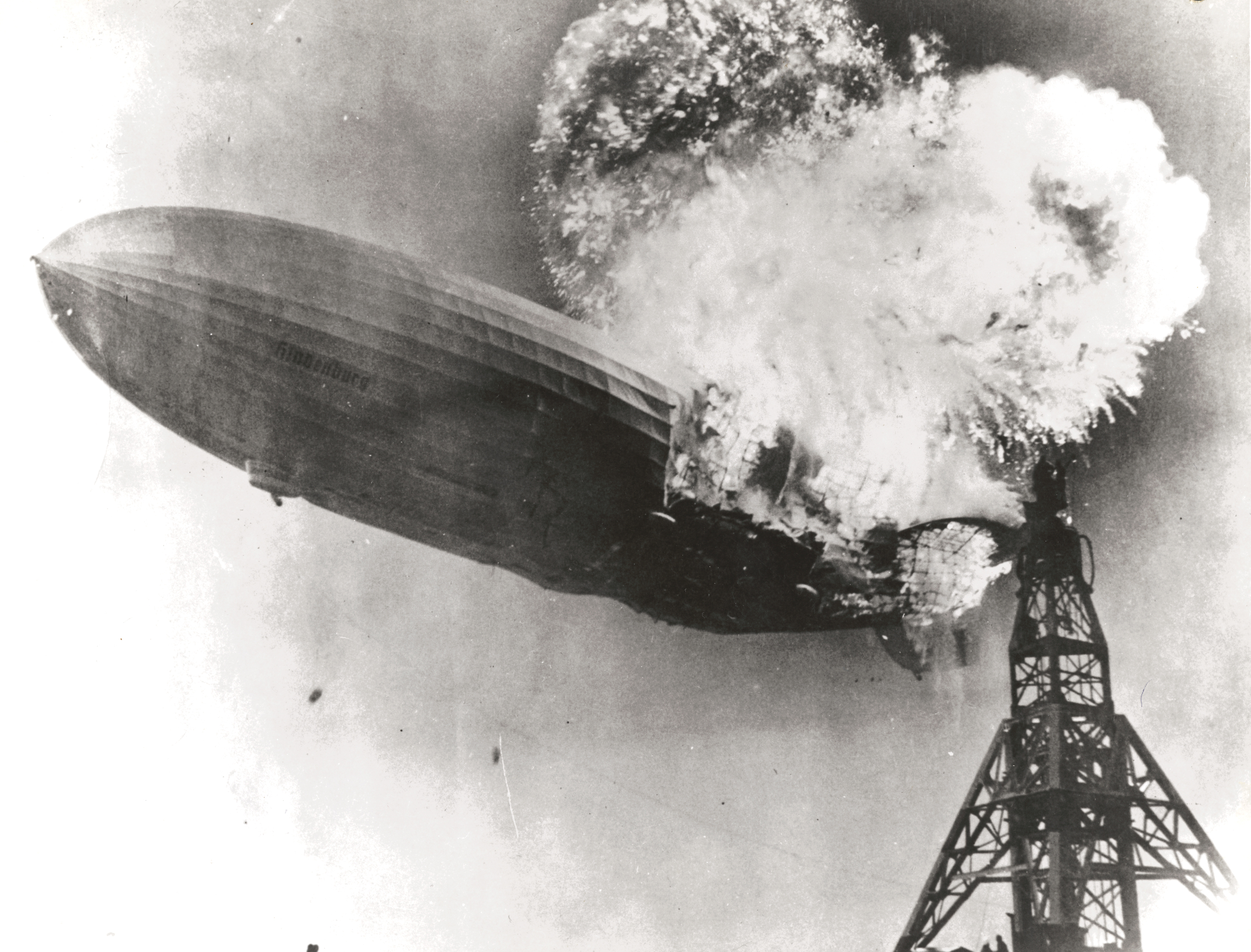
A capa de Led Zeppelin mostra a imagem do dirigível Hindenburg após o seu desastre que causou um incêndio em 1937, simultaneamente também fazendo alusão ao nome do grupo em relação à aeronave.

Graças ao seu contrato com a Atlantic, o grupo pode ter controle total sobre o trabalho artístico de camisetas, anúncios na imprensa, imagens de publicidade, e qualquer outra coisa relacionada com a sua imagem. Em troca, a gravadora teria direitos de distribuição mundial. O desenho exclusivo da capa é de autoria do designer gráfico George Hardie, que foi contratado para criar uma fac simile da fotografia do desastre aéreo do dirigível Hindenburg, em 1937. Em uma folha de papel vegetal, ele desenhou uma interpretação ponteada do Zepelim caindo em chamas, que se tornou uma imagem em preto e branco. Esta era a centelha criativa de desenho que deu afirmação e ingressou capas de artistas e músicos juntos na década de 1960. A imagem refere-se a origem do nome da banda em si: quando Page, Jeff Beck e o baterista e baixista do The Who, Keith Moon e John Entwistle, estavam discutindo a ideia de formar um grupo, Moon brincou: "Provavelmente, iria decolar como um balão de chumbo", e Entwistle supostamente respondeu: "... como um zeppelin de chumbo!"
A característica da capa traseira do álbum vem de uma fotografia da banda tirada pelo ex-Yardbird Chris Dreja. O projeto inteiro da capa do álbum foi coordenado por Hardie, com quem a banda iria continuar a colaborar para futuras capas. Durante as duas primeiras semanas de lançamento no Reino Unido, o invólucro do disco tinha estampado o nome da banda e o logo da Atlantic em azul-turquesa. Quando ainda durante esse ano o logo foi alterado para cor de laranja, o invólucro turquesa tornou-se um artigo de colecionador. Em 2001, Greg Kot escreveu para a Rolling Stone que "a capa do Led Zeppelin ... mostra o dirigível Hindenburg, em toda sua glória fálica, descendo em chamas. A imagem fez um trabalho muito bom de encapsular a música interior ... catástrofe, sexo e coisas explodindo".
A capa do álbum recebeu grande atenção quando, em um show em 28 de fevereiro de 1970 em Copenhague, a banda foi anunciada como "The Nobs" como resultado de uma ameaça legal da aristocrata Eva von Zeppelin — uma parente do fabricante de aeronaves Ferdinand von Zeppelin — quando o grupo estava em turnê na Alemanha. Chegou até mesmo a entrar em um estúdio de gravação, onde a banda estava trabalhando e tentou expulsá-los. Tinha ficado furiosa por músicos de rock estarem tocando usando o nome de sua família sem permissão e ameaçou processar o grupo se eles continuassem a tocar como "Zeppelin". Eles voltaram a usar seu nome normalmente em seu concerto seguinte em Montreux, uma calma e pacífica comunidade montanhosa na Suíça.

## Lançamento e recepção
| Críticas profissionais        | Críticas profissionais |
| Pontuações agregadas          | Pontuações agregadas   |
| Fonte                         | Avaliação              |
| ----------------------------- | ---------------------- |
| Metacritic                    | 97/100                 |
| Avaliações da crítica         |                        |
| Fonte                         | Avaliação              |
| Allmusic                      | [ 36 ]                 |
| Entertainment Weekly          | "A−"                   |
| Oz                            | "Favorável"            |
| Q                             | [ 39 ]                 |
| Rolling Stone (1969)          | "Desfavorável"         |
| Rolling Stone (2001)          | [ 33 ]                 |
| Sputnikmusic                  | [ 41 ]                 |
| The Rolling Stone Album Guide | [ 42 ]                 |

O disco — decorado apenas com o nome da banda como o seu título, como era moda na época — foi lançado nos Estados Unidos em 13 de janeiro de 1969, sendo lançado no Reino Unido só em 28 de março devido direitos contratuais da gravadora Atlantic Records. Foi anunciado em jornais de música selecionados sob o slogan "Led Zeppelin — a única maneira de voar". Inicialmente, recebeu críticas ruins. Em uma avaliação contundente, a revista Rolling Stone afirmou que a banda ofereceu "pouco de seu gêmeo, o Jeff Beck Group, não disse tão bem ou melhor, há três meses ... Parece que se estão a preencher o vazio criado pelo fim do Cream, eles terão de encontrar um produtor, editor e algum material digno de seus talentos coletivos". Também chamaram Plant de "um almofadinha como Rod Stewart, mas nem de longe tão excitante". John Paul Jones mais tarde comentou:
| “ | Tivemos uma terrível imprensa na época. Ninguém parecia querer nos conhecer, por uma razão ou outra. Nós viemos para a América e lemos a resenha da Rolling Stone do primeiro álbum, o que estava passando por nós era como se fosse uma outra badalada banda britânica. Não podia acreditar. Em nossa ingenuidade pensávamos que tínhamos feito um bom álbum e estávamos fazendo tudo certo, e então este veneno veio voando para fora. Não conseguia entender por que ou o que tinha feito com eles. Depois que fomos muito cautelosos com a imprensa, que tornou-se uma situação do "ovo e da galinha". Nós os evitamos e assim eles nos evitavam. Foi apenas porque fizemos um monte de shows que a nossa reputação se espalhou como uma boa banda ao vivo. | ” |

No entanto, a reação da imprensa ao álbum não foi totalmente negativa. Na Grã-Bretanha o álbum recebeu um comentário de revisão da Melody Maker. Chris Welch escreveu, em uma analise intitulada "triunfo de Jimmy Page — Led Zeppelin é um gás!": "o seu material não depende de riffs óbvios de blues, embora quando eles tocam, evitam a fragilidade emaciada da maioria das chamadas bandas britânicas de blues". Stephen Thomas Erlewine, em uma revisão recente publicada pela Allmusic, escreveu que "embora o álbum não seja tão variado como alguns de seus esforços posteriores, este, no entanto, marcou uma virada significativa na evolução do hard rock e heavy metal", e deu ao disco a classificação máxima de 5 estrelas para a obra. O álbum foi muito bem sucedido comercialmente. A reação positiva ao seu conteúdo, juntamente com uma boa reação para os shows de abertura da banda, resultaram em 50 000 encomendas antecipadas do álbum. Dentro de dois meses de seu lançamento o disco atingiu o top 10 da Billboard. Ele ficou na parada da Billboard por 73 semanas e permaneceu cerca de 79 semanas nas paradas britânicas.

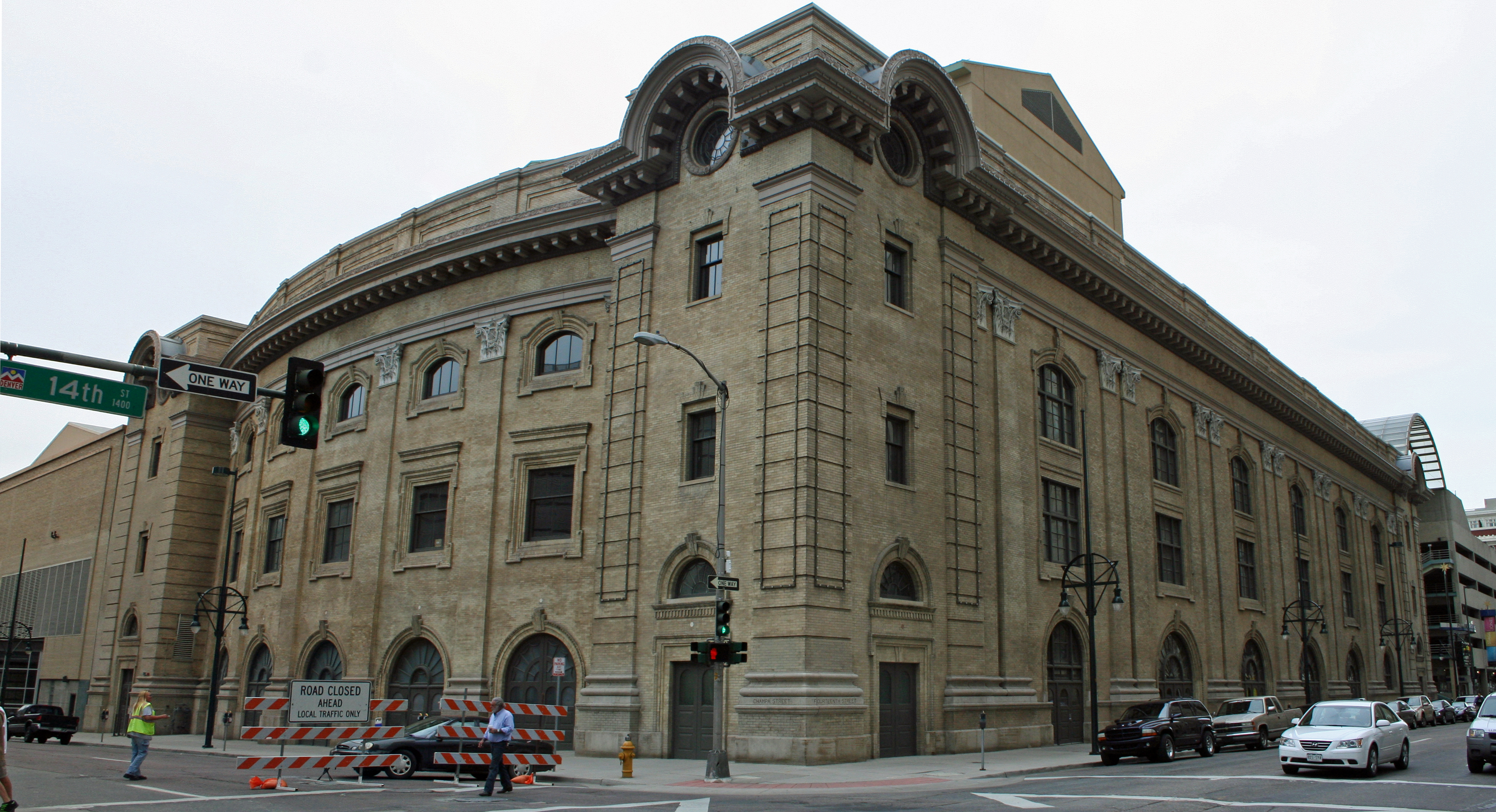
Denver Auditorium Arena, palco da estreia do Led Zeppelin na América no Norte.

Originalmente, o The Jeff Beck Group tinha uma série de concertos a serem realizados na América do Norte. Esta turnê foi cancelada, e Peter Grant, empresário do Led Zeppelin que trabalhava no mesmo escritório do Jeff Beck Group, convenceu os promotores a assumir o Led Zeppelin em seu lugar. O disco de estreia da banda foi lançado em 13 de janeiro de 1969, entretanto, Grant já estava enviando cópias antecipadas de marca branca do disco nas principais estações de rádio FM, com o intuito de ajudar a divulgar a banda na América do Norte antes do início de uma turnê. Grant rumou para os Estados Unidos a fim de conseguir uma gravadora e não só assinou com a Atlantic Records por 5 anos, como voltou para o Reino Unido com o maior adiantamento da história para um artista não contratado: 143 000 dólares, sem que a Atlantic sequer tenha visto-os tocar. O grupo chegou nos Estados Unidos pela primeira vez na noite de Natal de 1968. Seriam o ato de apoio do Vanilla Fudge e Iron Butterfly. Em seu primeiro show em Denver, em 26 de dezembro, eles sequer foram listados no programa, havia um fator de risco da banda de abertura ser desconhecida. Em 30 de dezembro tocaram em Spokane, Washington, na Universidade Gonzaga pela segunda vez como ato de apoio do Vanilla Fudge. Para este concerto, a banda contou com músicas como "Train Kept A-Rollin'", "I Can't Quit You", "Dazed and Confused", e "White Summer" em seu repertório. Eles continuaram a excursionar pelo país com concertos em Seattle e Portland.

## Legado
O álbum exerceu influência nos músicos da banda norte-americana de hard rock Aerosmith, assim como muitos discos posteriores do Led Zeppelin, além dos Yardbirds. Joe Perry citou que conhecer Page em 1990 foi algo "além do reino da possibilidade." Tom Hamilton falou sobre a primeira vez que ouviu o disco de estreia da banda e suas impressões positivas do álbum. Em 2003, a VH1 classificou Led Zeppelin no 43° lugar em sua lista dos melhores álbuns de todos os tempos, enquanto a Rolling Stone o classificou na 29° posição na lista dos 500 maiores álbuns de todos os tempos. O disco foi introduzido em 2004 junto ao quarto álbum no Grammy Hall of Fame. Foi ainda classificado na lista dos 200 álbuns definitivos no Rock and Roll Hall of Fame, junto aos álbuns Led Zeppelin II, Led Zeppelin IV, Houses of the Holy e Physical Graffiti. Ele é amplamente considerado como um importante marco na criação e na evolução do hard rock e heavy metal.
Em 2014, Page anunciou a reedição do primeiro disco da banda junto aos seus sucessores Led Zeppelin II e os demais discos a serem relançados no mercado em 2 de junho do mesmo ano. As versões foram relançadas com remasterização e novos projetos gráficos. As edições de luxo trazem faixas bônus inéditas, resgatadas dos arquivos da banda. O grupo havia anunciado que estava em um "extenso programa de reedição" de seus nove álbuns de estúdio que foram remasterizados. Os discos de cada álbum foram disponibilizados em uma variedade de formatos, incluindo CD single, edição de luxo de dois discos, single LP em vinil de 180 gramas, edição de luxo em vinil e download digital. A edição de luxo do disco de estreia conta com uma gravação de um concerto realizado em 10 de outubro de 1969, no Olympia, em Paris. Robert Plant declarou que havia descoberto alguns faixas inédita do Led Zeppelin, algumas das quais apresenta o baixista John Paul Jones nos vocais.

### Reconhecimento
Em 1993, o jornal The Times considerou Led Zeppelin o 41.º melhor disco de todos os tempos, em uma lista de cem. A Rolling Stone, ao compilar em uma lista os 500 melhores discos de sempre, colocou o trabalho na posição 29. Na atualização da lista, em 2012, o produto manteve-se na mesma colocação. Um prêmio Grammy Hall of Fame, que honra gravações de ao mínimo 25 anos e com "significância qualitativa ou histórica", foi conferido ao disco em 2004, mesmo ano em que a Q colocou-o em sétimo na tabela "The Music That Changed the World". Em 2006, o álbum foi incluído no livro 1001 Albums You Must Hear Before You Die, de Robert Dimery, e foi reconhecido como um dos "100 Greatest British Rock Album Ever" e 100 Greatest Debut Albums, pelas publicações Classic Rock e Uncut. A obra também foi induzida aos 200 definitivos do Rock and Roll Hall of Fame em 2007, e foi novamente citada pela Q, quando a revista criou sua lista de 21 Albums That Changed Music e colocou-a na sétima colocação.

## Faixas
| Lado A         |                            |                                          |         |  |
| N.º            | Título                     | Compositor(es)                           | Duração |  |
| 1.             | "Good Times Bad Times"     | Jimmy Page/ John Bonham/ John Paul Jones | 2:46    |  |
| 2.             | "Babe I'm Gonna Leave You" | Jimmy Page/ Robert Plant                 | 6:41    |  |
| 3.             | "You Shook Me"             | J. B. Lenoir/ Willie Dixon               | 6:28    |  |
| 4.             | "Dazed and Confused"       | Page                                     | 6:26    |  |
| Duração total: | Duração total:             | Duração total:                           | 22:21   |  |

| Lado B         |                           |                     |         |  |
| N.º            | Título                    | Compositor(es)      | Duração |  |
| 1.             | "Your Time Is Gonna Come" | Page/ Jones         | 4:14    |  |
| 2.             | "Black Mountain Side"     | Page                | 2:05    |  |
| 3.             | "Communication Breakdown" | Page/ Bonham/ Jones | 2:27    |  |
| 4.             | "I Can't Quit You Baby"   | Dixon               | 4:42    |  |
| 5.             | "How Many More Times"     | Page/ Bonham/ Jones | 8:28    |  |
| Duração total: | Duração total:            | Duração total:      | 21:56   |  |

### Disco bônus da edição de luxo
| Ao vivo – Olympia, Paris, 10 de outubro de 1969 |                                                  |            |  |
| N.º                                             | Título                                           | Duração    |  |
| 1.                                              | "Good Times Bad Times"/"Communication Breakdown" | 3:52 (CD)* |  |
| 2.                                              | "I Can't Quit You Baby"                          | 6:41       |  |
| 3.                                              | "Heartbreaker"                                   | 3:50       |  |
| 4.                                              | "Dazed and Confused"                             | 15:01      |  |
| 5.                                              | "White Summer"/"Black Mountain Side"             | 9:19       |  |
| 6.                                              | "You Shook Me"                                   | 11:56      |  |
| 7.                                              | "Moby Dick"                                      | 9:51       |  |
| 8.                                              | "How Many More Times"                            | 10:43      |  |

- Faixa 1 possui 04:05 na versão de alta resolução e downloads do iTunes

## Desempenho geral e certificações

### Desempenho nas paradas
| País           | Paradas (1969-1970)                   | Melhor posição |
| -------------- | ------------------------------------- | -------------- |
| Canadá         | Canadian RPM Top 100 Chart            | 11             |
| Reino Unido    | UK Albums Chart                       | 6              |
| Estados Unidos | US Billboard The 200 Albums Chart     | 10             |
| França         | French Albums Chart                   | 19             |
| Japão          | Japanese Albums Chart                 | 36             |
| Noruega        | Norwegian Albums Chart                | 16             |
| El Salvador    | Spanish Albums Chart                  | 1              |
| Alemanha       | German Albums Chart                   | 32             |
| Austrália      | Australian Go-Set Top 20 Albums Chart | 9              |

| Ano  | Canção                 | Parada               | Posição |
| ---- | ---------------------- | -------------------- | ------- |
| 1969 | "Good Times Bad Times" | US Billboard Hot 100 | 80      |

### Certificações
| País           | Provedor   | Vendas     | Certificação |
| -------------- | ---------- | ---------- | ------------ |
| Austrália      | ARIA       | 140,000+   | 2× Platina   |
| Espanha        | PROMUSICAE | 60,000+    | Platina      |
| Estados Unidos | RIAA       | 8,000,000+ | 8× Platina   |
| Japão          | RIAJ       | 100,000+   | Ouro*        |
| Reino Unido    | BPI        | 1,800,000+ | 5× Platina*  |
| Suíça          | IFPI       | 15,000+    | Ouro         |

Nota: (*) Somente as vendas remasterizadas.

## Créditos
A seguir estão listados os músicos e técnicos envolvidos na gravação e produção de Led Zeppelin:
Led Zeppelin
- Jimmy Page – guitarra acústica, guitarra eléctrica, produtor, vocais de apoio
- John Bonham – bateria
- John Paul Jones – baixo, teclado, órgão, gravação
- Robert Plant – voz, harmónica

Adicional
- Barry Diament – masterização original do CD
- George Hardie – capa
- George Marino –  masterização de áudio
- Glyn Johns – engenharia, mixagem
- Peter Grant – produtor executivo
- Viram Jasani – tabla em "Black Mountain Side"